# Калви
Ка̀лви (на италиански: Calvi; на неаполитански: Coppacorte, Копакорте) е малко градче и община в Южна Италия, провинция Беневенто, регион Кампания. Разположено е на 376 m надморска височина. Населението на общината е 2634 души (към 2010 г.).